# 圣帕蒂
圣帕蒂（法語：Saint-Pathus，法語發音：[sɛ̃ paty] ⓘ）是法国法蘭西島大區塞纳-马恩省的一个市镇，属于莫城区。 

## 地理
圣帕蒂（49°4'14"N, 2°47'59"E）面积5.36 平方千米，位于法国法蘭西島大區塞纳-马恩省，该省份为法国北部内陆省份，北起瓦兹省，西接埃松省、马恩河谷省、塞纳-圣但尼省和瓦兹河谷省，南至卢瓦雷省，东南接约讷省，东临马恩省和奥布省，东北接埃纳省。
与圣帕蒂接壤的市镇（或旧市镇、城区）包括：锡伊勒隆、拉尼勒塞克、勒普莱西贝尔维尔、马尔谢莫雷、瓦斯里。
圣帕蒂的时区为UTC+01:00、UTC+02:00（夏令时）。

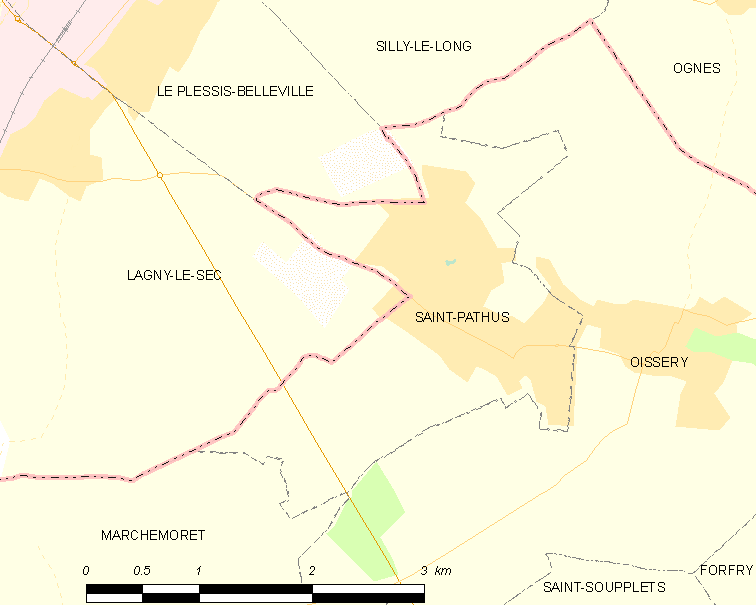
圣帕蒂的OSM定位图

## 行政
圣帕蒂的邮政编码为77178，INSEE市镇编码为77430。

## 政治
圣帕蒂所属的省级选区为米特里-莫里县。

## 人口

1962-2008年间圣帕蒂人口变化图示

圣帕蒂于2022年1月1日时的人口数量为6478人。